# Mitchell River National Park (Wiktoria)
Mitchell River National Park – park narodowy położony w stanie Wiktoria w Australii, około 320 km na wschód od Melbourne. Największe miasto w pobliżu parku to położone na południowy wschód Bairnsdale. Najbardziej znanym i najczęściej odwiedzanym miejscem parku jest jaskinia Den of Nargun, gdzie według wierzeń Aborygenów zamieszkuje Nargun, pół-człowiek, pół-skała.

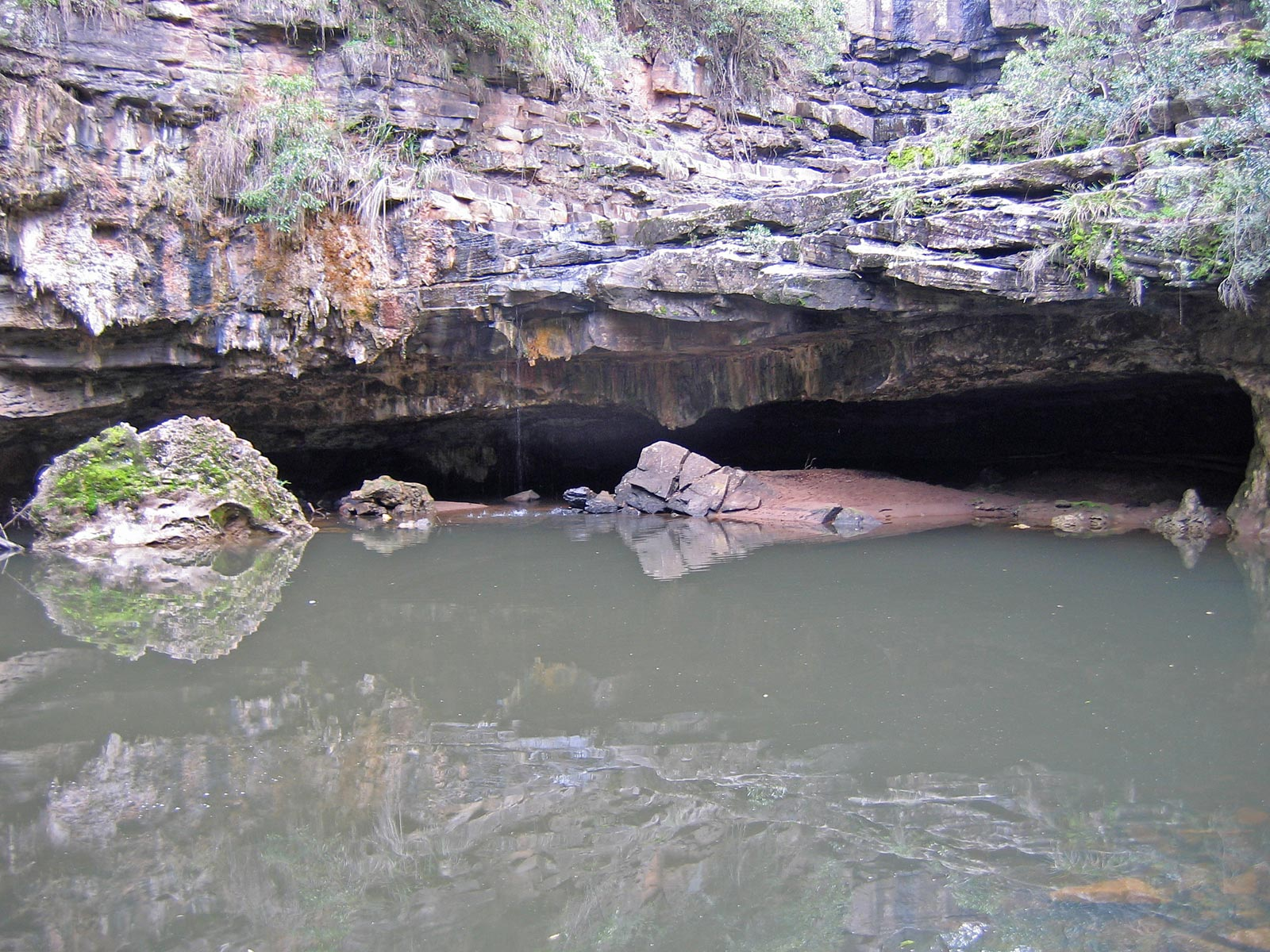
Jaskinia Den of Nargun

## Ogólna charakterystyka
Tereny parku obejmują lasy deszczowe, doliny rzek i skaliste obszary. 